# Bến xe buýt Dongseoul
Bến xe buýt Dong Seoul là một bến xe buýt nằm ở 50 Gangbyeonyeok-ro, Gwangjin-gu, Seoul, Hàn Quốc (546-1 Guui-dong). Nó nằm đối diện Ga Gangbyeon trên Tàu điện ngầm Seoul tuyến 2.
Nó được xây dựng vào năm 1987 và được thành lập vào năm 1990. Một nếu mục tiêu của nhà ga là phục vụ đường cao tốc Jungbu mới. Nhà ga được điều hành bởi Dong Seoul Terminal Operations Corp, nhưng công ty này thuộc sở hữu của Hanjin.
Nhà ga này sử dụng hai mã nhà ga quốc gia, xe buýt đến Chungchung và Gyeongsang sử dụng mã 031, và đi đến Gangwon và Jeolla sử dụng 032. Nhà ga này được sử dụng nhiều bởi binh lính từ nhiều căn cứ quân sự ở tỉnh Gangwon.